# 33529 Henden
33529 Henden è un asteroide della fascia principale. Scoperto nel 1999, presenta un'orbita caratterizzata da un semiasse maggiore pari a 2,4161277 UA e da un'eccentricità di 0,1643465, inclinata di 4,96720° rispetto all'eclittica.
L'asteroide è dedicato all'astronomo statunitense Arne Henden.